# Frank Baker (Baseballspieler)
John Franklin „Frank“ Baker (* 13. März 1886 in Trappe, Maryland; † 28. Juni 1963 ebenda) war ein US-amerikanischer Baseballspieler in der Major League Baseball (MLB). Sein Spitzname war Home Run Baker.

## Biografie

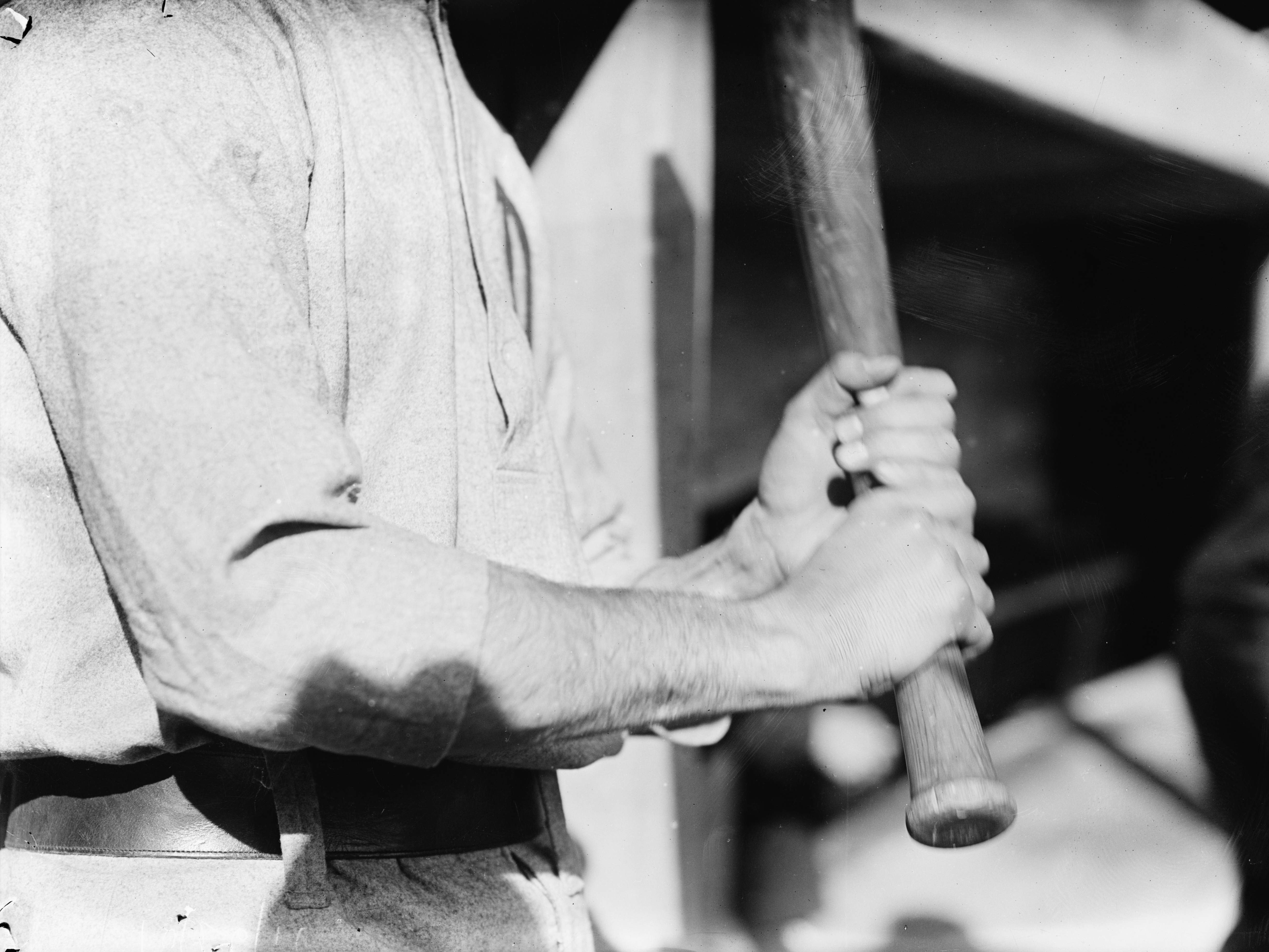
1912

Seine Karriere als Third Baseman in der Major League begann 1908 bei den Philadelphia Athletics. Mit ihnen gewann er von 1910, 1911 und 1913 dreimal die World Series. Seinen Spitznamen Home Run Baker verdiente er sich durch einen Home Run in Spiel 2 der World Series 1911 gegen Rube Marquard sowie gegen Christy Mathewson in Spiel 3 der Serie gegen die New York Giants. In den drei darauffolgenden Jahren führte er die American League jeweils in Home Runs an. 1916 verkauften ihn die Athletics an die New York Yankees. Hier nahm er an zwei weiteren World Series teil, unterlag aber mit seinem Team 1921 und 1922 gegen die Giants.
Im Jahre 1956 wurde Baker durch das Veterans Committee in die Baseball Hall of Fame gewählt.